# Pedostrangalia riccardoi
Pedostrangalia riccardoi là một loài bọ cánh cứng trong họ Cerambycidae.